# یحیی بن معاذ
یحیی‌بن معاذ رازی، ابوزکریا یحیی‌بن معاذبن جعفر رازی واعظ. از جمله مشایخ و رجال طریقت است و یگانه وقت خویش بود. او را در معرفت و نصیحت مردمان گفتارهاست. وی معاصر بایزید بسطامی و احمد خضرویه و شاه شجاع کرمانی و خلف بن علی و محمدبن علی حکیم ترمذی و ابوعثمان حیری بود. معاذ به بلخ سفر کرد و دیر زمانی در آنجا بزیست و از آنجا به نیشابور رفت. یحیی به سال ۲۵۸ ه.ق در نیشابور درگذشت.
در باب «یحیی‌بن معاذ رازی» در تذکرة الاولیا آمده‌ است:
- نقل است که برادری داشت به مکه رفت و به مجاوری بنشست به یحیی نوشت که مرا سه‌چیز آرزو بود دو یافتم و یکی مانده‌است دعا کن تا خداوند آن یکی نیز کرامت کند. مرا آرزو بود که آخر عمر خویش به بقعه‌ای فاضل‌تر بگذارم تا حرم آمدم که فاضل‌تر بقاع است و دوم آرزو بود که مرا خادمی باشد تا مرا خدمت کند و آب وضوء من آماده دارد، کنیزکی شایسته خدای مرا عطا داد سوم آرزوی من آن است که پیش از مرگ ترا بینم که خداوند این روزی کند. یحیی جواب نوشت آنکه گفتی که آرزوی بهترین بقعه بود تو بهترین خلق باشی و به هر بقعه خواهی باش که بقعه به مردان عزیز است نه مردان به بقعه و اما آنکه گفتی مرا خادمی آرزو بود یافتم اگر ترا مروت بودی و جوانمردی خادم حق را خادم خویش نگردانیدی و از خدمت حق بازنداشتی و به خدمت خویش مشغول نکردی. ترا خادمی می‌باید مخدومی آرزو می‌کنی؟ مخدومی از صفات حق است و خادمی از صفات بنده. بنده را بنده باید بودن، چون بنده را مقام حق آرزو کرد فرعونی بود و اما آنکه گفتی مرا آرزوی دیدار تست اگر ترا از خدای خبر بودی از من ترا یاد نیامدی با حق صحبت چنان کن که ترا هیچ جا از برادر یاد نیاید که آنجا فرزند قربان باید کرد تا به برادر چه رسد، اگر او را یافتی من ترا به چه کار آیم و اگر نیافتی از من ترا چه سود؟[۱]

- روزی به پیش او می‌گفتند که دنیا با ملک‌الموت به حبه‌ای نیرزد. گفت غلط کرده‌اید اگر ملک‌الموت نیست نیرزدی. گفتند چرا؟ گفت مرگ جسری است که دوست را به دوست رساند. و گفت اگر دوزخ مرا بخشند هرگز هیچ عاشق را نسوزم از بهر آنکه عشق او را صدبار سوخته‌است. سایلی گفت اگر آن عاشق را جرم بسیار بود او را نسوزی؟ گفت نی که آن جرم به اختیار نبوده باشد که کار عاشقان اضطراری بود نه اختیاری. و گفت از عمل نیکو گمان نیکو خیزد و ازعمل بد گمان بد. و گفت هر که اعتبار نگیرد به معاینه، پند نپذیرد به نصیحت، و هرکه اعتبار گیرد به معاینه مستغنی گردد از نصیحت. و گفت مرد، حکیم نبود چون جمع نبود در او سه خصلت، یکی آنکه به چشم نصیحت در توانگران نگرد نه به چشم حسد دوم آنکه به چشم شفقت در زنان نگرد نه به چشم ریبت سوم آنکه به چشم تواضع در درویشان نگرد نه به چشم تکبر. و گفت هرکه خیانت کند خدای را در سّر، خدای پرده او را بدارند به آشکارا. و گفت نصیب مؤمن از تو سه‌چیز باید که بود یکی اگر آنکه منفعتی نتوانی رسانید مضرتی نرسانی و اگر شادش نتوانی گردانید باری اندوهگین نکنی و اگر مدحش نگویی باری نکوهش نکنی.[۱]

بزرگان ادب پارسی درباره او چنین گفته‌اند:
| گفته امت مدحتی خوب‌تر از لعبتی |  | سخت نکو حکمتی چون حکم بومعاذ |

منوچهری
| تا که از حکمت مثل باشد ز لقمان حکیم |  | تا که در تقوی خبر باشد ز یحیای معاذ |

معزی
| چون باز به طاعت آیی از پاکدلی |  | یحیی‌بن معاذی و معاذ جبلی |

خاقانی